# Haplochromis sp. nov. 'Migori'
Haplochromis sp. nov. 'Migori' é uma espécie de peixe da família Cichlidae.
É endémica do Quénia.
Os seus habitats naturais são: rios.